# Arctia
Arctia är ett släkte av fjärilar som beskrevs av Franz de Paula von Schrank 1802. Arctia ingår i familjen Näbbflyn, Erebidae.

## Dottertaxa tillArctia, i alfabetisk ordning[1][2]
- Arctia aglaia (Kishida, 1995)
- Arctia alaica (Bang-Haas, 1927)
- Arctia allardi (Oberthür, 1911)
- Arctia alpina (Quensel, 1802)
  - Arctia alpina alpina (Quensel, 1802)
  - Arctia alpina johanseni (Bang-Haas, 1927)
  - Arctia alpina severa (Saldaitis & Ivinskis, 2004)
- Arctia aulica (Linnaeus, 1758)
  - Arctia aulica aulica (Linnaeus, 1758)
  - Arctia aulica testudinaroides Sowerby, 1905
- Arctia auxo (Kishida, 1995)
- Arctia brachyptera Troubridge & Lafontaine, 2000
- Arctia bretaudeaui (Oberthür, 1896)
- Arctia buddenbrocki (Kotsch, 1929)
  - Arctia buddenbrocki biedermanni (Bang-Haas, 1933)
  - Arctia buddenbrocki buddenbrocki (Kotsch, 1929)
- Arctia caja (Linnaeus, 1758), Brun björnspinnare
  - Arctia caja americana Harris, 1841
  - Arctia caja caja (Linnaeus, 1758)
  - Arctia caja kamtschadalis Draudt, 1932
  - Arctia caja mazandarana Dubatolov & Zahiri, 2005
  - Arctia caja olschwangi Dubatolov, 1990
  - Arctia caja orientalis Moore, 1878
  - Arctia caja ossetica Dubatolov, 1996
  - Arctia caja pamiroalaica Stshetkin, 1982
  - Arctia caja phaeosoma (Butler, 1877)
  - Arctia caja sajana Bang-Haas, 1927
  - Arctia caja tshimgana Sheljuzhko, 1935
  - Arctia caja utahensis (Edwards, 1886)
  - Arctia caja waroi Barnes & Benjamin, 1927
  - Arctia caja wiskotti Staudinger, 1878
- Arctia churkini (Saldaitis, Ivinskis & Witt, 2003)
- Arctia confluens Romanoff, 1884
- Arctia cornuta (Saldaitis, Ivinskis & Witt, 2004)
- Arctia cupido (Kishida, 1995)
- Arctia dejeani (Godart, 1822)
- Arctia dido (Wagner, 1841)
- Arctia elisabethae (Kotzsch, 1937)
- Arctia euphrosyne (Kishida, 1995)
- Arctia fasciata (Bang-Haas, 1927)
- Arctia festiva (Hufnagel, 1766)
  - Arctia festiva alero (Lucas, H., 1858)
  - Arctia festiva arafati de Freina, 1997
  - Arctia festiva collaris Grum-Grshimailo, 1900
  - Arctia festiva culoti (Oberthür, 1912)
  - Arctia festiva festiva (Hufnagel, 1766)
  - Arctia festiva hormozgana (Dubatolov, 2005)
  - Arctia festiva iliensis Wagner, 1913
  - Arctia festiva interposita Bang-Haas, 1927
  - Arctia festiva interrogationis (Ménétriés, 1863)
  - Arctia festiva karabagha (Dubatolov, 2007)
  - Arctia festiva murzini (Dubatolov, 2005)
  - Arctia festiva nivea Bang-Haas, 1927
  - Arctia festiva philippsi Bang-Haas, 1927
  - Arctia festiva sartha Staudinger, 1887
- Arctia flavia (Fuessly, 1779)
  - Arctia flavia baicalensis Bang-Haas, 1927
  - Arctia flavia campestris Graeser, 1892
  - Arctia flavia flavia (Fuessly, 1779)
  - Arctia flavia jeholensis Bang-Haas, 1927
  - Arctia flavia lederi Bang-Haas, 1927
  - Arctia flavia sibirica Heyne, 1899
  - Arctia flavia uralensis Heyne, 1899
- Arctia forsteri (Daniel, 1943)
- Arctia gloria (de Freina, 1999)
- Arctia hannyngtoni (Hampson, 1910)
- Arctia intercalaris Eversmann, 1843
  - Arctia intercalaris badakhshana Wiltshire, 1961
  - Arctia intercalaris boettcheri Bang-Haas, 1927
  - Arctia intercalaris elisabethana Bender & Naumann, 1980
- Arctia kale (Kishida, 1995)
- Arctia kasnakovi (Dubatolov, 1987)
- Arctia kolpakofskii (Alphéraky, 1882)
- Arctia ladakensis (Bang-Haas, 1927)
- Arctia lapponica (Thunberg, 1791), Lappigelkottsspinnare, (enligt Artfakta tillhör arten släktet Pararctia)
  - Arctia lapponica gibsoni (Bang-Haas, 1927)
  - Arctia lapponica hyperborea (Curtis, 1835)
  - Arctia lapponica lapponica (Thunberg, 1791)
  - Arctia lapponica lemniscata Stichel, 1911
- Arctia maculata Contarini, 1847
- Arctia marchandi de Freina, 1983
- Arctia matronula (Linnaeus, 1758)
  - Arctia matronula helena (Dubatolov & Kishida, 2004)
  - Arctia matronula matronula (Linnaeus, 1758)
  - Arctia matronula sachalinensis (Draudt, 1932)
- Arctia menetriesi (Eversmann, 1846), Tajgabjörnspinnare (enligt Artfakta tillhör arten släktet Borearctia)
- Arctia mirifica (Oberthür, 1892)
- Arctia murzini (Dubatolov, 2005)
- Arctia oberthuri (Oberthür, 1890)
- Arctia olschwangi Dubatolov, 1990
- Arctia opulenta (Edwards, 1881)
- Arctia ornata Staudinger, 1896
- Arctia parthenos Harris, 1850
- Arctia perornata (Moore, 1879)
- Arctia plantaginis (Linnaeus, 1758), Mindre igelkottsspinnare (enligt Artfakta tillhör arten släktet Parasemia)
  - Arctia plantaginis araitensis (Matsumura, 1929)
  - Arctia plantaginis carbonelli (de Freina, 1993)
  - Arctia plantaginis caspica (Daniel, 1939)
  - Arctia plantaginis hesselbarthi (de Freina, 1981)
  - Arctia plantaginis interrupta (Schawerda, 1910)
  - Arctia plantaginis kunashirica (Bryk, 1942)
  - Arctia plantaginis macromera (Butler, 1881)
  - Arctia plantaginis melanissima (Inoue, 1976)
  - Arctia plantaginis melanomera (Butler, 1881)
  - Arctia plantaginis nycticans (Ménétriés, 1859)
  - Arctia plantaginis petrosa (Walker, 1855)
  - Arctia plantaginis plantaginis (Linnaeus, 1758)
  - Arctia plantaginis sachalinensis (Matsumura, 1927)
  - Arctia plantaginis sifanica (Grum-Grshimailo, 1891)
- Arctia romanovi Grum-Grshimailo, 1891
- Arctia rueckbeili Püngeler, 1901
- Arctia seitzi Bang-Haas, 1910
  - Arctia seitzi khumbeli (Bang-Haas, 1927)
  - Arctia seitzi micropuncta (Saldaitis, Ivinskis & Witt, 2004)
  - Arctia seitzi seitzi Bang-Haas, 1910
- Arctia sieversi Grum-Grshimailo, 1891
- Arctia souliei (Oberthür, 1911)
- Arctia subnebulosa (Dyar, 1899)
  - Arctia subnebulosa subnebulosa (Dyar, 1899)
  - Arctia subnebulosa tundrana (Tshistjakov, 1990)
- Arctia tancrei Staudinger, 1887
- Arctia testudinaria (Geoffroy, 1785)
- Arctia thaleia (Kishida, 1995)
- Arctia thibetica Felder, 1874
- Arctia tigrina (Villers, 1789)
- Arctia truncata Kotzsch, 1937
- Arctia ungemachi Le Cerf, 1924
- Arctia villica (Linnaeus, 1758), Fläckig björnspinnare
  - Arctia villica angelica (Boisduval, 1829)
  - Arctia villica armenogrusinia de Freina, 2011
  - Arctia villica fulminans Staudinger, 1871
  - Arctia villica syriaca (Oberthür, 1911)
  - Arctia villica tienshana de Freina, 2011
  - Arctia villica transuralica (Dubatolov, 2007)
  - Arctia villica villica (Linnaeus, 1758)
- Arctia virginalis (Boisduval, 1852)
- Arctia watsoni (Thomas, 1987)
- Arctia yarrowii Stretch, 1874

## Bildgalleri

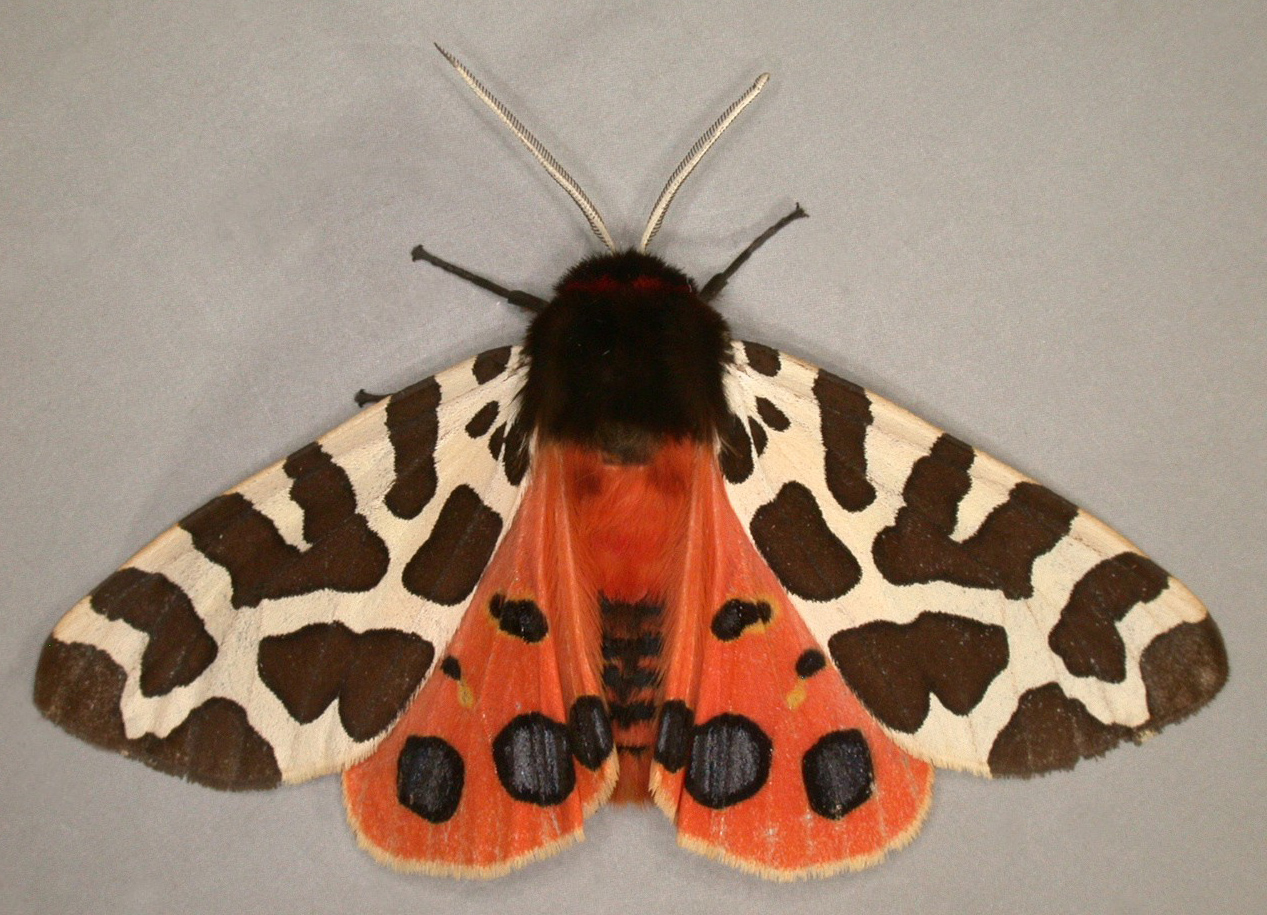
Brun björnspinnare, Arctia caja
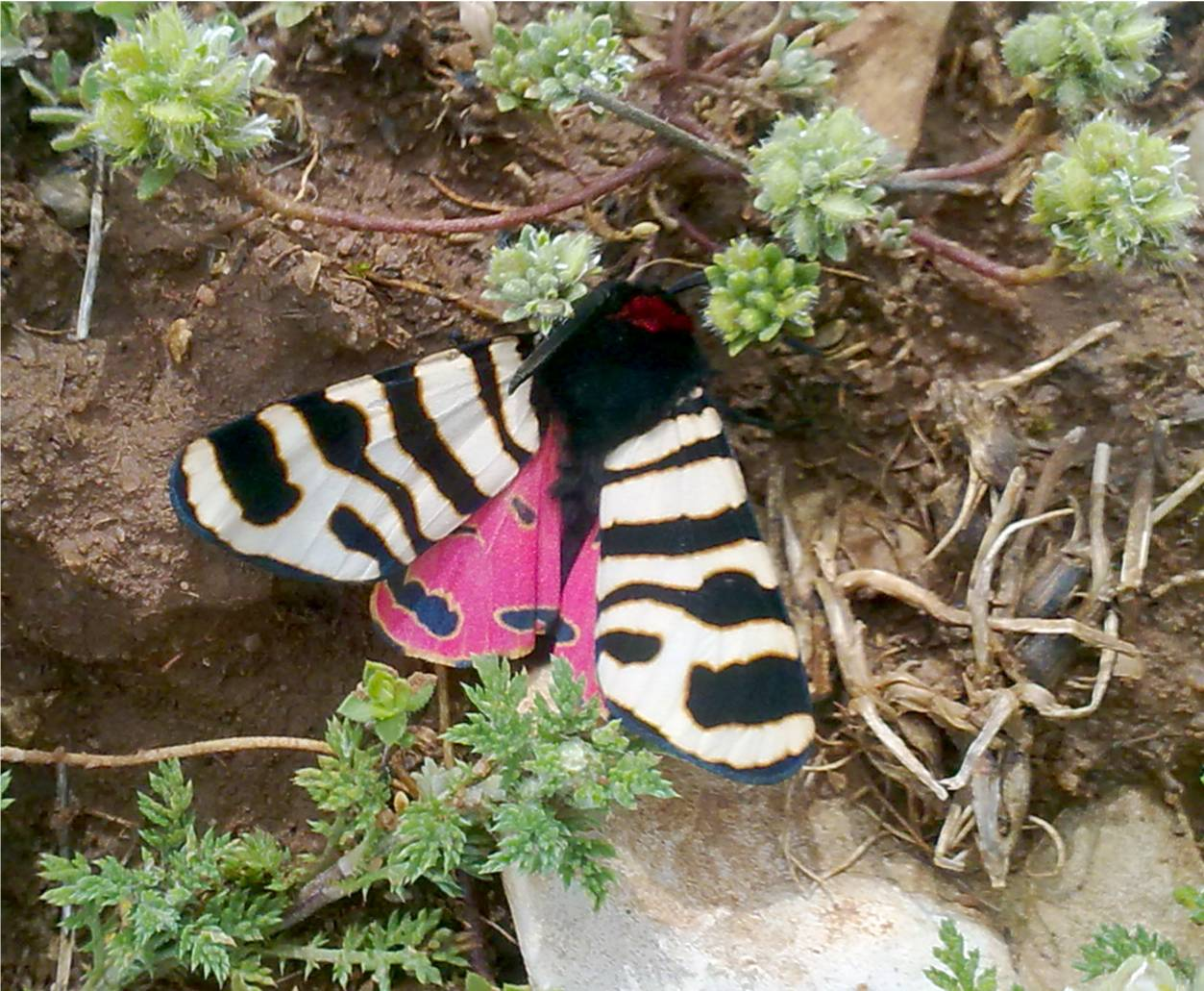
Arctia festiva
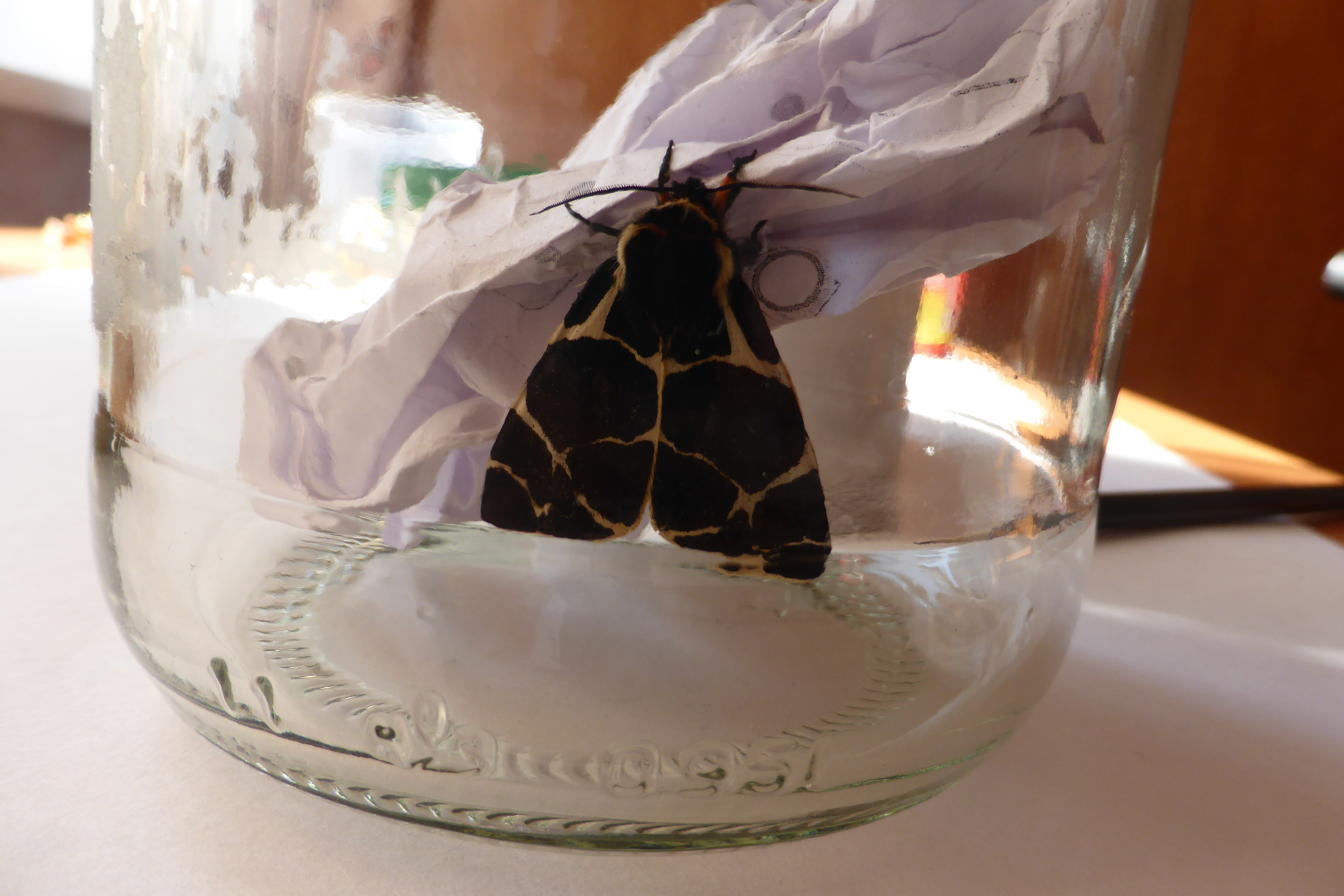
Arctia flavia
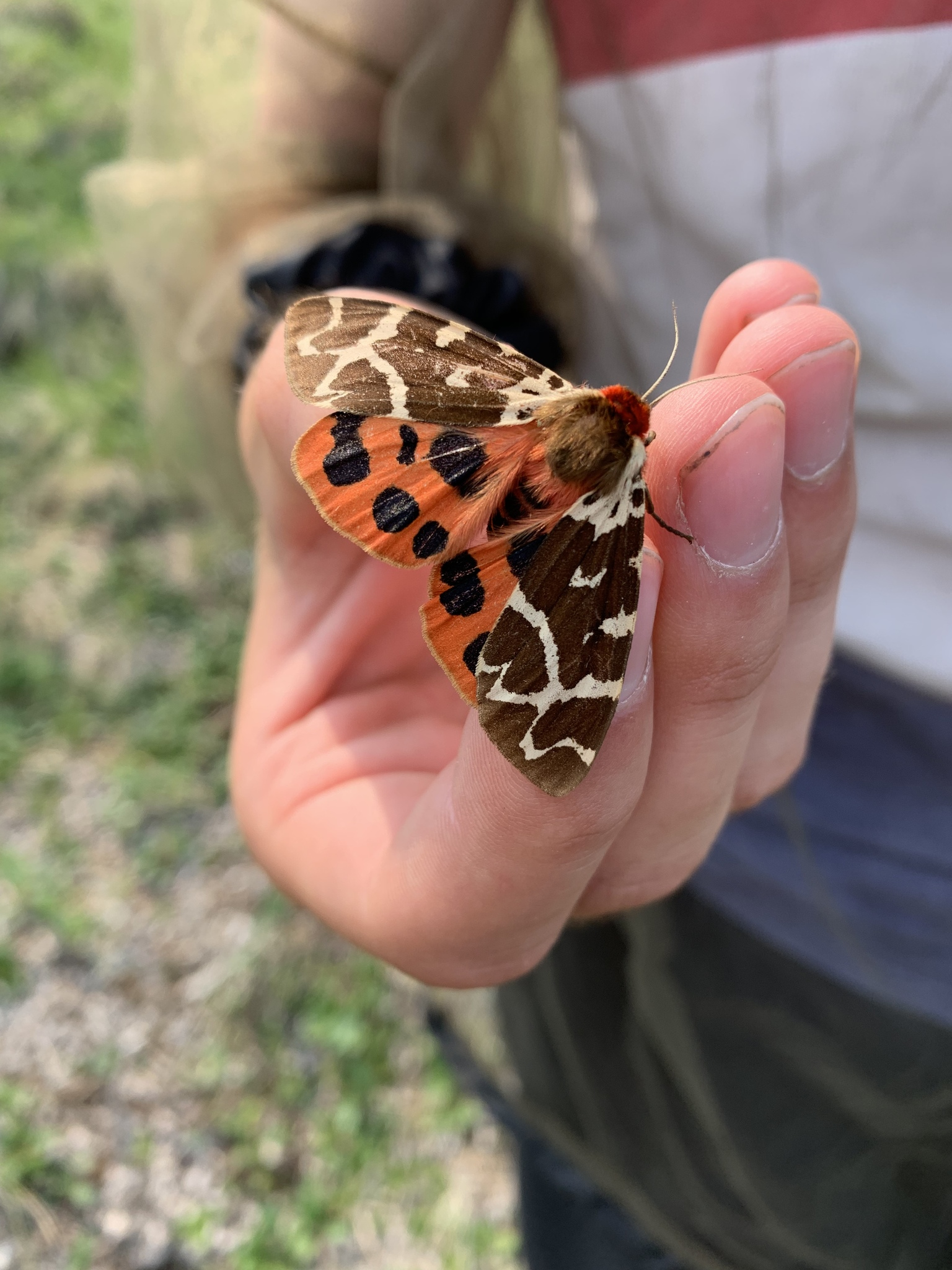
Arctia opulenta
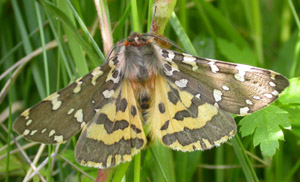
Arctia rueckbeili
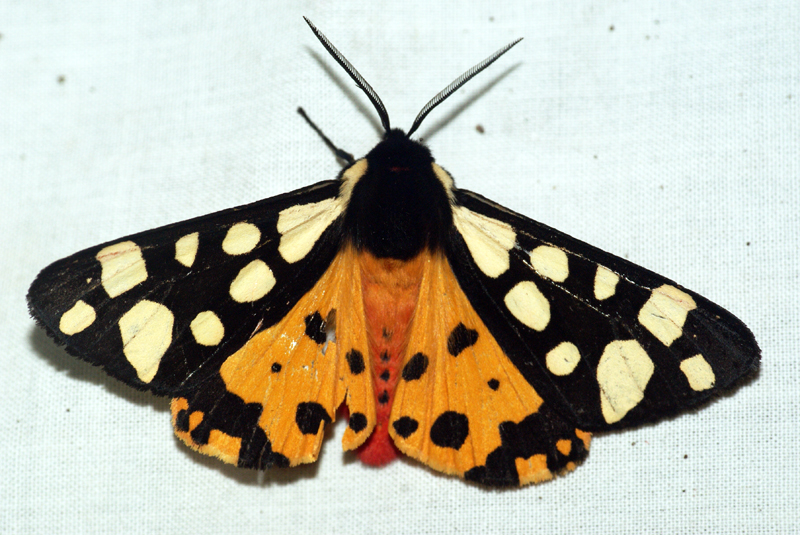
Fläckig björnspinnare, Arctia villica